# Герб Шпанова
Герб Шпанова — офіційний символ села Шпанів, Рівненського району Рівненської області, затверджений 30 березня 2007 р. рішенням сесії Шпанівської сільської ради. 
Автор — А. Гречило.

## Опис герба
Щит розтятий, у правому синьому полі три золоті лілеї, одна над одною, у лівому червоному полі стоїть срібна чапля із золотим дзьобом і ногами.

## Значення символів
Три лілії у синьому полі походять із родового герба Чапличів-Шпановських, які були власниками поселення і значно приклалися до його розвитку. Срібна чапля відображає специфіку місцевої фауни, а також вказує на Чапличів. 
Щит увінчано червоною міською короною, що вказує на село, яке давніше було містечком.